# مارك ألبرت
مارك ألبرت (15 نوفمبر 1961 في كندا - ) هو لاعب كرة طائرة كندي. شارك في الألعاب الأولمبية الصيفية 1992.

## وصلات خارجية
- مارك ألبرت على موقع أوليمبيديا (الإنجليزية)